# هانجارین مینت
هانجارین مینت (مجاری: Magyar Pénzverő) شرکت خدمات مالی مجارستانی است، که در سال ۱۹۲۵ تأسیس شد.